# Novoselivka, Novîi Buh
Novoselivka (în ucraineană Новоселівка) este un sat în comuna Vilne Zaporijjea din raionul Novîi Buh, regiunea Mîkolaiiv, Ucraina.

## Demografie
Componența lingvistică a localității Novoselivka
     Ucraineană (75%)
     Rusă (25%)
Conform recensământului din 2001, majoritatea populației localității Novoselivka era vorbitoare de ucraineană (75%), existând în minoritate și vorbitori de rusă (25%).